# Prava mačja metvica
Prava mačja metvica (mačje zelje, potplotuša, lat. Nepeta cataria) je višegodišnja zeljasta biljka iz porodice Lamiaceae.
Neke druge biljke, kao što su: Valeriana officinalis (odoljen, valerijana), Melissa officinalis (matičnjak) i Marrubium vulgare (očajnica) također nose ime "mačja metvica" i pored toga što se razlikuju po izgledu i karakteristikama.

## Opis
Može narasti do jednog metra. Ima člankovitu stabiljiku koja je sivo-zelene boje. Listovi su u obliku srca ili trokutasti, a rastu iz članka stabla. Rub lista je nazubljen, donja strana lista je dosta svjetlija od gornje. Cvjetovi su usnoliki s dvije usne, grupirani u cvatu na vrhu stabljike, sitni, bijeli ili rozi. Ima veoma blag, aromatičan miris. Cvjeta od kasnog proljeća do početka jeseni. Sjeme je smeđe, okruglo ili ovalno, široko 1mm i dugo 1,5mm. Ono može ostati klijavo i do pet godina.

## Rasprostranjenost
Porijeklom je iz Europe, jugozapadne i centralne Azije, a danas se odomaćila po cijelom svijetu. Može se pronaći u divljini pored puteva, ograda, na rubu šume i zapuštenim mjestima. Raste na suhom zemljištu bogatom hranjivim materijama.

## Etimologija
Latinsko ime roda Nepeta potječe od imena etruščanskog grada Nepet, gdje se biljka uzgajala u antičko doba. Današnje ime mačja metvica ili mačja trava je dobila zbog toga što njen miris privlači spolno zrele domaće mačke ali i mnoge druge vrste iz porodice mačaka. Razlozi za takvo ponašanje mačaka nisu potpuno poznati. Ranije se smatralo da mačja trava ima afrodizijsko djelovanje na mačke, međutim biljka privlači i kastrirane mačke. Međutim, mladunčad mačaka i vrlo stare mačke mnogo slabije reagiraju na miris.

## Kemijski sastav
Biljka sadrži od 0,2 do 0,7 % eteričnih ulja, sastavljenih uglavnom od α- und β-nepetalaktona (od 10 do 95 % u ulju), nepetalne kiseline (od 10 do 85 % u ulju), epinepetalaktona (1 – 28 %), citronelola, geraniola, α- i β-citrala i u vrlo malim količinama kamfora, timola, karvakrola, citronelala, nerola, humulena, karofilena, mikrena, piperitona i pulegona.
- Iridoidi i njegovi derivati kao naprimjer α- i β-nepetalakton, epinepetalakton, dihidronepetalakton, izodihidronepetalakton, nepetalna kiselina, 7-deoksiloganska kiselina i epideoksiloganska kiselina.
- Flavonoidglikozidi i lipofilni flavonoidi
- Masne kiseline kao što su linoleinska kiselina (57 %), linolna kiselina (18 %), oleinska kiselina (12 %) i zasićene kiseline (6 %)
- Fenolkarbonske kiseline poput ružmarinske kiseline
- Alkaloidi poput (−)-aktinidina
- Malo tanina i melanina

Eterično ulje iz srodne biljke Nepeta faassenii sastoji se do 40 % iz mentola i do 10 % iz mentona, epinepetalaktona (= osnovni dio je trans-cis-nepetalakton) i slobodne ursolske kiseline.

## Uporaba
Može se koristiti kao repelent za komarce i muhe.Koristi se i kao začinska i ljekovita biljka.

## Utjecaj na mačke
Osim na domaće mačke opojno djeluje i na neke divlje vrste mačaka (puma, ris, serval, leopard).

## Vanjske poveznice
- USDA Plant Profile
- Dave's Garden
- Mačja metvica